# Willi Willi National Park
Willi Willi National Park är en park i Australien. Den ligger i regionen Port Macquarie-Hastings och delstaten New South Wales, i den sydöstra delen av landet, omkring 320 kilometer norr om delstatshuvudstaden Sydney.
Runt Willi Willi National Park är det glesbefolkat, med 17 invånare per kvadratkilometer.. 
I omgivningarna runt Willi Willi National Park växer i huvudsak städsegrön lövskog. Genomsnittlig årsnederbörd är 1 861 millimeter. Den regnigaste månaden är februari, med i genomsnitt 385 mm nederbörd, och den torraste är oktober, med 27 mm nederbörd.